# Valerio Spinelli
Valerio Spinelli (Pozzuoli, 10 luglio 1979) è un ex cestista, dirigente sportivo e allenatore di pallacanestro italiano.

## Carriera
La carriera di Spinelli inizia nella sua città natale nel corso della stagione 1996-1997, quando colleziona le prime quattro apparizioni in Serie A2 nella Serapide Pozzuoli. L'anno seguente gioca in Serie B2 a Sant'Antimo, poi nel 1998-1999 inizia la prima esperienza fuori regione alla Virtus Rieti, squadra di nuova creazione militante in Serie B1. Qui finisce gli studi presso l'IPSAA di Rieti e poi si trasferisce a Teramo, sempre in B1. Nel 2000-2001 torna in Campania per iniziare la stagione a Scafati in Serie A2, ma a gennaio viene ceduto alla Virtus Imola in B1. Il campionato 2001-2002 lo gioca sempre in B1 ma con i colori della LBL Caserta.
Nel 2002 inizia un fantastico biennio con Montecatini in Legadue: in entrambe le stagione viaggia con quasi 18 punti a partita, riuscendo così ad imporsi all'attenzione del grande basket italiano. Tra le varie squadre che lo cercano, Spinelli si accorda con il Basket Napoli che gli permette di giocare in Serie A.
Il suo primo anno nel massimo campionato italiano è contraddistinto da un ottimo rendimento che gli vale anche la convocazione in Nazionale. Nell'ultima stagione, Spinelli contribuisce a portare il basket partenopeo ad altissimi livelli nazionali: semifinali scudetto, Coppa Italia e accesso diretto in Eurolega.
Nell'estate 2007 fa ritorno a Scafati, ma nel novembre 2007 rescinde il suo contratto e firma un biennale con Pallacanestro Biella. Nel novembre 2009 firma un contratto con il Basket Club Ferrara. Nel luglio 2010 si trasferisce invece alla Scandone Avellino, con cui gioca gli ultimi quattro campionati di Serie A della sua carriera. Comincia la stagione 2014-2015 in Serie A2 Gold all'Azzurro Napoli, ma a dicembre risolve il contratto. Finisce l'annata in Serie A2 Silver a Scafati.
Dal 4 luglio 2015 è direttore sportivo della Società Sportiva Felice Scandone. Dimessosi il 14 luglio, il 18 luglio firma un contratto biennale da giocatore con Reggio Calabria.
Il 26 gennaio 2018, a stagione in corso, prende il posto di Simone Giofrè come nuovo direttore sportivo della Virtus Roma. Mantiene l'incarico fino a quando, il 10 dicembre 2020, la società capitolina annuncia la decisione di ritirarsi dal campionato di Serie A 2020-2021 per problemi economici.
L'8 febbraio 2021 viene reso noto il suo ingresso nello staff tecnico della Virtus Pozzuoli in qualità di assistente dell'head coach Mariano Gentile. Il 4 luglio 2021 viene promosso a capo allenatore, in sostituzione dello stesso Gentile. Sulla panchina puteolana Spinelli rimane quasi una stagione e mezzo, fino all'esonero avvenuto il 5 dicembre 2022 dopo un inizio di stagione da 0 vittorie su 10 partite.

## Palmarès
- Coppa Italia: 1

Basket Napoli: 2006